# أناتولي رومانوف
أناتولي ألكسندروفيتش رومانوف (ولد في 27 سبتمبر 1948، ميخائيلوفكا، مقاطعة بيليبيفسكي، جمهورية باشكير السوفيتية الاشتراكية المستقلة، روسيا الاتحادية الاشتراكية السوفياتية، الاتحاد السوفياتي)، قائد عسكري سوفيتي وروسي، العقيد العام، بطل الاتحاد الروسي (1995).
نائب وزير الداخلية السابق في الاتحاد الروسي، قائد القوات الداخلية التابعة لوزارة الداخلية الروسية وقائد المجموعة المتحدة للقوات الفيدرالية في الشيشان.
في أكتوبر 1995، نجا من محاولة اغتيال في الشيشان، مما أدى إلى إصابته بكسر في قاعدة جمجمته وفقد القدرة على الكلام والحركة بشكل مستقل. ويتلقى العلاج في المستشفى العسكري الرئيسي لقوات الحرس الوطني في بالاشيخا. يستطيع فهم النص المكتوب والتفاعل والتواصل بشأن حالته من خلال حركات اليد وحركات العين.

## حياته

### بداية حياته
وُلِد في 27 سبتمبر 1948 في قرية ميخائيلوفكا، مقاطعة بيليبيفسكي، جمهورية باشكير السوفييتية ذاتية الحكم، لعائلة فلاحية كبيرة من تشوفاش. كان والده ألكسندر ماتفييفيتش رومانوف، أحد المشاركين في الحرب الوطنية العظمى والذي فقد ساقه في عام 1943، وقام بتربية سبعة أطفال آخرين بالإضافة إلى أناتولي.
تخرج أناتولي رومانوف من المدرسة الإعدادية في قرية إلكينو (التي تم ضم قرية ميخائيلوفكا، مسقط رأس أناتولي رومانوف، إليها في أواخر الخمسينيات من القرن العشرين)؛ ثم درس لاحقًا في مدرسة في بلدة بيليبي القريبة. في عام 1966، بعد الانتهاء من المدرسة الثانوية، حصل على وظيفة مشغل ماكينة طحن.

### الخدمة العسكرية
في 29 أكتوبر 1967 تم استدعاؤه للخدمة العسكرية في القوات الداخلية التابعة لوزارة الداخلية في اتحاد الجمهوريات الاشتراكية السوفياتية. خدم في الفرقة 95 من القوات الداخلية، التي كانت تعمل على حماية المرافق الحكومية المهمة والبضائع الخاصة، المتمركزة في مدينة جوكوفسكي في منطقة موسكو (الوحدة العسكرية رقم 3455، والتي كانت موجودة حتى عام 2009). وبحلول نهاية خدمته، كان قد ترقى إلى رتبة رقيب أول وتولى منصب قائد فرقة ونائب قائد فصيلة. في أكتوبر 1969، بعد الانتهاء من خدمته العسكرية، التحق بمدرسة الراية الحمراء التابعة للقيادة العسكرية العليا في ساراتوف التابعة لوزارة الداخلية في اتحاد الجمهوريات الاشتراكية السوفياتية والتي سميت باسم ف.ي. دزيرجينسكي.
تخرج من المدرسة بمرتبة الشرف في عام 1972، وباعتباره الأفضل في فصله، تم الاحتفاظ به هناك للخدمة. خلال خدمته في المدرسة من عام 1972 إلى عام 1984، شغل مناصب ضابط الدورة، ومساعد رئيس قسم التدريب، ومدرس قسم تدريب الإطفاء، وقائد كتيبة الكشافة. وبالتوازي مع خدمته في المدرسة، كان من عام 1978 إلى عام 1982 طالبًا في قسم المراسلة في أكاديمية م.ف. فرونزي العسكرية.
في عام 1984 عين رئيسًا لأركان فوج القوات الداخلية 546 التابع للفرقة 93 للقوات الداخلية، ومنذ عام 1985 قائدًا له. كان الفوج متمركزًا في مدينة زلاتوست-36 المغلقة في منطقة تشيليابينسك وكان يشارك في حماية المدينة ومصنع الدفاع. في عام 1988، تم نقله إلى مدينة جوكوفسكي في منطقة موسكو وعُين رئيسًا لأركان الفرقة 95 من القوات الداخلية، والتي خدم فيها سابقًا.
من عام 1989 إلى عام 1990، برتبة مقدم، ومن عام 1990 إلى عام 1991، عقيد، كان طالبًا في الأكاديمية العسكرية لهيئة الأركان العامة للقوات المسلحة التي سميت باسم ك. إي. فوروشيلوف. بعد تخرجه من الأكاديمية، اعتبارًا من يونيو 1991، خدم كقائد للفرقة 96 من القوات الداخلية في سفيردلوفسك. وفي مارس 1992م عين رئيساً لقسم الوحدات الخاصة في القوات الداخلية، وفي نفس العام حصل على رتبة لواء. منذ مارس 1993، أصبح رئيسًا لقسم حماية المرافق الحكومية المهمة والبضائع الخاصة، ومنذ منتصف العام نفسه، أصبح نائب قائد القوات الداخلية التابعة لوزارة الداخلية في الاتحاد الروسي، رئيس قسم التدريب القتالي للقوات الداخلية التابعة لوزارة الداخلية الروسية.

### دوره في أحداث سبتمبر-أكتوبر 1993 في موسكو
خلال أحداث سبتمبر/أيلول وأكتوبر/تشرين الأول 1993 في موسكو، تم إدراج أناتولي رومانوف في منصب نائب قائد القوات الداخلية التابعة لوزارة الشؤون الداخلية الروسية. صرح قائد القوات الداخلية بوزارة الداخلية الروسية، أناتولي كوليكوف، بأن "خصبولاتوف حاول كسبنا إلى جانبه. في مارس 1993، نقل إلى نائبي، أناتولي رومانوف، اقتراحًا لعقد اجتماع. توسط النائب كوروفنيكوف، وهو زميل سابق لرومانوف، في المفاوضات. عُقد الاجتماع في البيت الأبيض. وكما أخبرني رومانوف لاحقًا، كان خاسبولاتوف يستطلع موقف القوات الداخلية في حال تصعيد الوضع. بطبيعة الحال، لم يُجب رومانوف على أي شيء محدد. وبعد حوالي أسبوع، أبلغنا رومانوف أن كوروفنيكوف وسيميجين يرغبان في مقابلتي معه. على حد علمي، قرر خاسبولاتوف الاستعانة بمساعديه مرة أخرى لاستطلاع رأي قيادة القوات الداخلية. وافقت إيرين، واجتمعنا. فقد خاسبولاتوف اهتمامه بإجراء المزيد من المفاوضات مع "لقد أدرك أنه لا يستطيع الاعتماد على القوات الداخلية ".
كتب أناتولي رومانوف في كتابه عن أحداث تلك الفترة: " في المساء، جمعتُ نوابي وأعلنتُ أنه إذا لم يرَ أيٌّ منهم إمكانية تنفيذ المهام الموكلة إليه، فيمكنه ترك الخدمة فورًا. ولن يُقاضى أحدٌ على هذا. ولحسن الحظ، لم يرفض أيٌّ من النواب. بل على العكس، وقف الجنرال أناتولي رومانوف وقال بحزم: "نحن في فريق واحد. سننفذ أوامر القائد!".
ونتيجة لذلك، في المواجهة بين المجلس الأعلى ورئيس روسيا، انحازت وحدات وزارة الداخلية الروسية التابعة لأناتولي رومانوف إلى جانب الأخير. في ذلك الوقت، كان موجودًا في مركز القيادة المتقدم في مبنى بلدية موسكو، بالقرب من البيت الأبيض، ومن بين أمور أخرى، قاد هجومه في الرابع من أكتوبر بدلاً من الجنرال أ. أ. شكيركو، الذي لم يكن من الممكن إقامة اتصال معه خلال اليوم. بموجب مرسوم رئيس روسيا المؤرخ 7 أكتوبر 1993 رقم 1601 " للشجاعة والبسالة التي أظهرها في أداء مهمة خاصة في ظروف مرتبطة بخطر على الحياة، " حصل أناتولي رومانوف على وسام "الشجاعة الشخصية".
يُشار إلى أن "الصعود السريع في المسيرة المهنية لأناتولي رومانوف حدث مباشرة بعد قصف البيت الأبيض في أكتوبر عام 1993، حين أسفر الصراع بين المجلس الأعلى ورئيس الدولة آنذاك، بوريس يلتسين، عن مقتل أكثر من 150 شخصًا وإصابة حوالي 400 آخرين، معظمهم من المدنيين. في هذه الحادثة المثيرة للجدل، وقف أناتولي رومانوف إلى جانب بوريس يلتسين، وتولى فعليًا قيادة الهجوم على البيت الأبيض، وقد قدّر يلتسين ولاء الجنرال".
ويصف النائب السابق في المجلس الأعلى، يفغيني تاراسوف، الجنرال أناتولي رومانوف بأنه "أحد المشاركين في مجزرة عام 1993، وجلاد أسرى ملعب ’كراسنايا بريسنيا‘".
وفي كتاب نُشر تحت إشراف قوات الحرس الوطني الروسي (روسغفارديا)، وردت كلمات القائد السابق لقوات الداخلية في وزارة الشؤون الداخلية الروسية، ف. ف. أوفشينيكوف، قائلاً:
"أدى الجنرال رومانوف واجبه في موسكو القلقة خلال خريف عام 1993 بثقة واستحقاق، إذ تولى قيادة وحدات القوات الداخلية في ذلك المحور الذي كانت تُحسم فيه مصائر روسيا.
وتُظهر التنصّتات اللاسلكية لتقاريره إلى قيادة القوات الداخلية، التي نُشرت لاحقًا في وسائل الإعلام الروسية، أن صوته كان هادئًا ومتزنًا حتى في أكثر لحظات المواجهة درامية.
اسم الوسام الذي مُنح للجنرال-المايجور أناتولي رومانوف، وسام من أجل الشجاعة الشخصية، يصف بدقة ما قام به في جو من التردد والعجز الذي أبداه كثير من ممثلي السلطة العليا في الدولة.
لم يكن يخشى تحمّل المسؤولية، وعندما تحمّلها، فعل كل ما بوسعه لإنقاذ حياة سكان موسكو وفرض النظام في شوارع العاصمة".

### الحملة الشيشانية

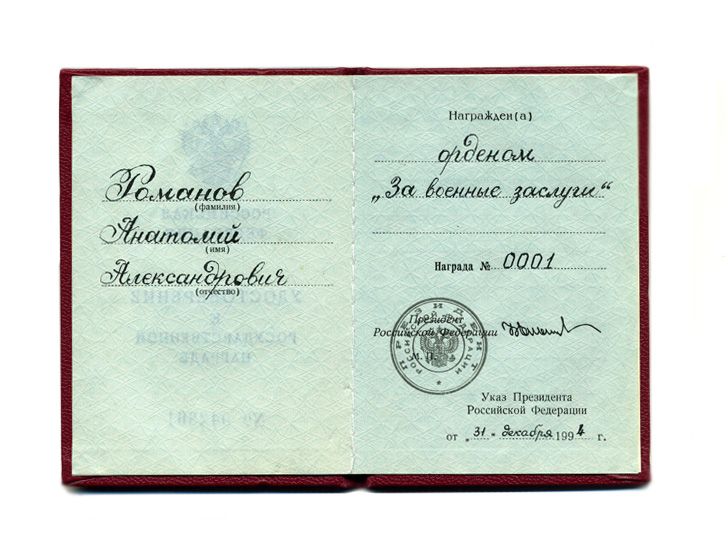
شهادة الحائز على وسام الاستحقاق العسكري، أناتولي رومانوف، رقم 1

بصفته نائب قائد القوات الداخلية، شارك في إصلاحها وإعداد خطط العمل في حالة زعزعة استقرار الوضع في إيشكيريا المعلنة من جانب واحد. وفي أكتوبر 1994 تولى قيادة المجموعة العملياتية للقوات الداخلية في شمال القوقاز، وفي نفس العام تمت ترقيته إلى رتبة فريق أول. وفي ديسمبر من نفس العام، دخل إيشكيريا على رأس مجموعة من القوات الداخلية الروسية في الشيشان.
بموجب مرسوم رئيس الاتحاد الروسي المؤرخ 31 ديسمبر 1994، حصل على وسام "الاستحقاق العسكري" رقم 1.
وفي الفترة من 7 إلى 8 أبريل/نيسان 1995، على وجه الخصوص، مارس القيادة العامة على تشغيل وزارة الداخلية الروسية، التي وقعت خلالها جريمة قتل جماعي في ساماشكي.
في 19 يوليو 1995، عين نائبًا لوزير الداخلية الروسي، قائد القوات الداخلية بناءً على توصية من أ.س. كوليكوف، الذي ترك هذا المنصب وأصبح وزيرًا للداخلية في روسيا. وفي الوقت نفسه، أصبح رومانوف قائدًا للمجموعة المتحدة للقوات الفيدرالية في الشيشان.

### محاولة اغتيال

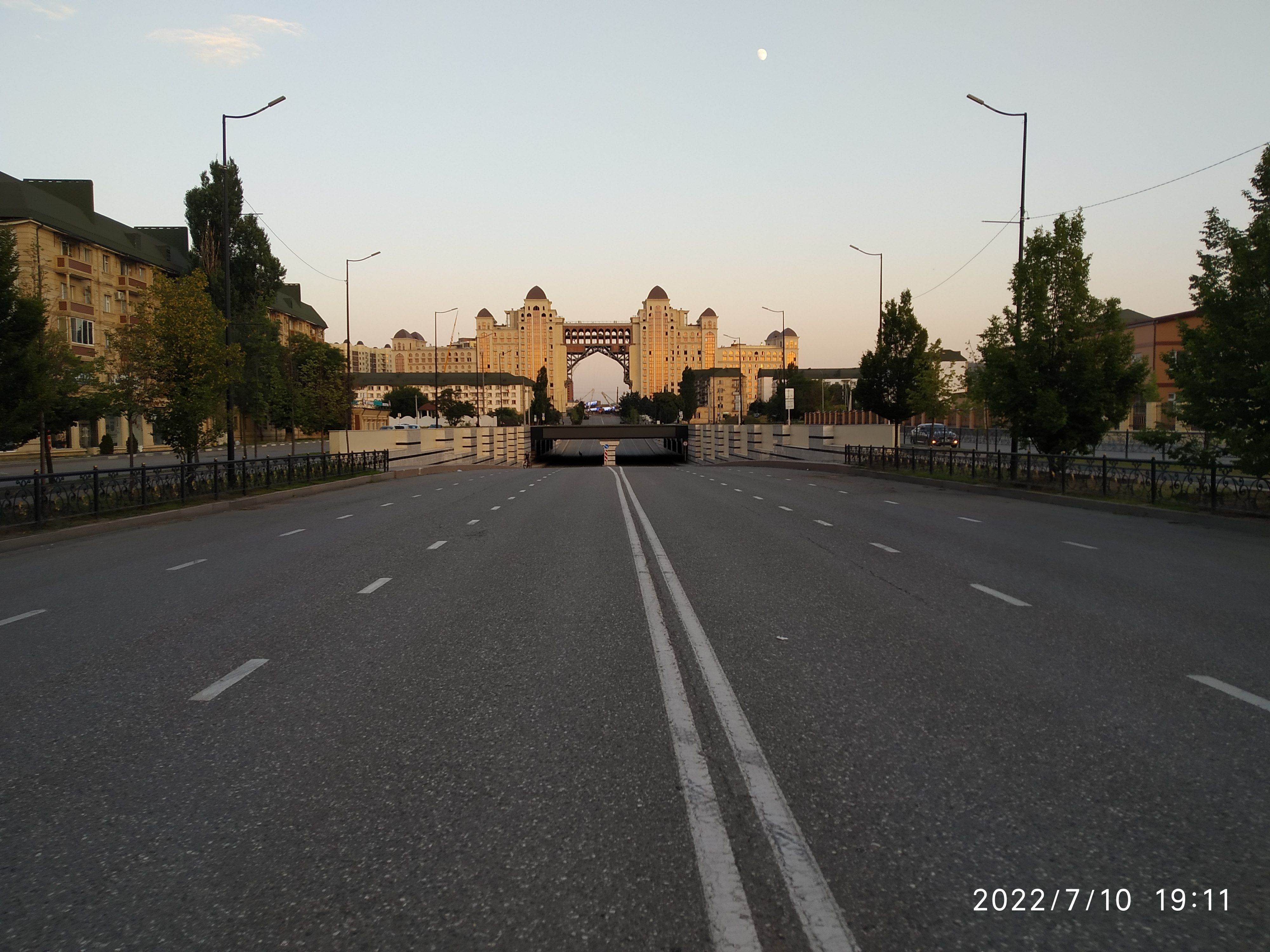
مكان محاولة الاغتيال النفق وساحة مينوتكا

الفريق أول أناتولي رومانوف، بصفته قائدًا لمجموعة القوات، شارك بنشاط في عملية تسوية النزاع العسكري، وكذلك في إنشاء الظروف لتنفيذ هذه التسوية (وكان مسؤولاً بشكل خاص عن "الشق العسكري").
في 6 أكتوبر 1995، تم تحديد موعد لإجراء مفاوضات مع أحد قادة الانفصاليين، أصلان مسخادوف، كان من المفترض أن يشارك فيها قيادة المنطقة العسكرية الشمالية القوقازية.
وفي نفس اليوم، قبل عدة ساعات من المفاوضات، توجّه الجنرال أناتولي رومانوف إلى مطار "سيفيرني" لاستقبال روسلان خاسبولاتوف، السياسي ذو الأصل الشيشاني، والذي كان قد عرض سابقًا ترشيح نفسه كوسيط لتسوية النزاع، وذلك لمناقشة بعض النقاط المتعلقة بالمفاوضات.
في غروزني، وأثناء مرور موكبه في نفق تحت جسر السكة الحديدية بالقرب من ساحة "مينوتكا"، انفجرت عبوة ناسفة يتم التحكم بها عن بُعد.
كانت سيارة UAZ-469 التي تقل الجنرال رومانوف في مركز الانفجار.
تعرّض الجنرال أناتولي رومانوف لإصابة بالغة ودخل في غيبوبة. وبحسب رأي أناتولي رومانوف، فإن ما أنقذ حياة الجنرال رومانوف هو ارتداؤه سترة واقية من الرصاص وخوذة.
أشار أناتولي رومانوف في مذكراته إلى وجود علاقة لزليمخان يندرباييف، الذي تولى مهام رئاسة جمهورية إشكيريا بعد مقتل دوداييف، بمحاولة اغتيال الجنرال أناتولي رومانوف.
وبحسب معلومات كوليكوف، فقد كلّف أصلان مسخادوف أيوب وهايف بتنظيم هذه المحاولة، وكان المنفذ المباشر هو وها كورمخماتوف. كما وُجدت شهادات تشير إلى أن أحد المنظمين كان رمضان يوسفوف، الذي كان يتمتع بخبرة جيدة في مجال المتفجرات.
في 7 نوفمبر 1995، حصل أناتولي رومانوف على رتبة عقيد عام، وفي 28 ديسمبر تم إعفاؤه من منصبه كقائد للقوات الداخلية لأسباب صحية.

### علاج
بعد محاولة الاغتيال، تم نقل الجنرال رومانوف إلى مستشفى عسكري في فلاديكافكاز. أمضى 18 يومًا في غيبوبة، وبعدها، وفقًا لزوجته، بدأ يتفاعل مع المحفزات الخارجية. تم تشخيص حالته بكسر في قاعدة الجمجمة وجروح متعددة ناجمة عن الشظايا. من فلاديكافكاز تم نقل الجنرال إلى المستشفى العسكري الرئيسي الذي يحمل اسم ن. ن. بوردنكو.
في يوليو 2009، وبعد 13 عامًا من العلاج في المستشفى العسكري الرئيسي الذي يحمل اسم الأكاديمي ن. ن. بوردنكو، تم نقل الجنرال رومانوف إلى المستشفى العسكري الرئيسي للقوات الداخلية التابعة لوزارة الشؤون الداخلية الروسية في بالاشيخا بالقرب من موسكو. هناك خضع لعلاج الخلايا الجذعية، لكن هذا لم يؤد إلا إلى تسريع نمو الشعر والأظافر.
وبحلول أوائل عام 2014، كان الجنرال لا يزال غير قادر على الكلام، لكنه يتفاعل مع كلام الآخرين من خلال تعابير الوجه، وأحياناً عن طريق التلويح بيده، كما أنه قادر أيضاً على فهم النصوص المكتوبة على الورق. يتم تطوير برنامج يمكنه التعرف على حركات عين رومانوف وبالتالي كتابة النص. الحالة الجسدية للجنرال مرضية: فهو ليس هزيلاً (وزنه حوالي 70 كيلوغراماً)، ولا يعاني من تقرحات الفراش، وعضلاته ضعيفة ولكنها ليست ضامرة.

## الحياة الشخصية
الزوجة اسمها لاريسا فاسيليفنا رومانوفا، متزوجة منه منذ سبتمبر 1971. وبسبب الحالة الصحية الخطيرة التي يعاني منها زوجها، فإنها تزوره في الجناح كل يوم، وتخرجه في نزهة خارج المستشفى، وتقوم بتدليكه لمنع تقرحات الفراش.

## الجوائز والتقدير
في 5 نوفمبر 1995، بموجب مرسوم رئيس الاتحاد الروسي رقم 1075، مُنح الفريق رومانوف لقب بطل روسيا. في 28 أكتوبر 1997، حصل أناتولي رومانوف على لقب المواطن الفخري لمدينة ساراتوف. وفي نفس العام، تم إنشاء مؤسسة رومانوف لتعزيز الرياضة والطب. في عام 2002، أصبح حائزًا على جائزة أوليمبوس الوطنية الروسية في ترشيح البطل الوطني. وقد استلم الجائزة شخصيا. تم الكشف عن لوحة تذكارية لأناتولي رومانوف في ساراتوف. أحد الأزقة في ساراتوف سمي على اسم أناتولي رومانوف.
- وسام النجمة الحمراء (رقم 3789284، 1988)؛
- أمر "من أجل الشجاعة الشخصية" (رقم 2039، 1993)؛
- وسام الاستحقاق العسكري (رقم 1، 1994)؛
- وسام "الخدمة الممتازة" من ثلاث درجات؛
- ميداليات اليوبيل؛
- قبعة كستنائية، مُنحت في أبريل 1995 لمساهمتها في تطوير الوحدات الخاصة للقوات الداخلية.[29]